# Welwitschia

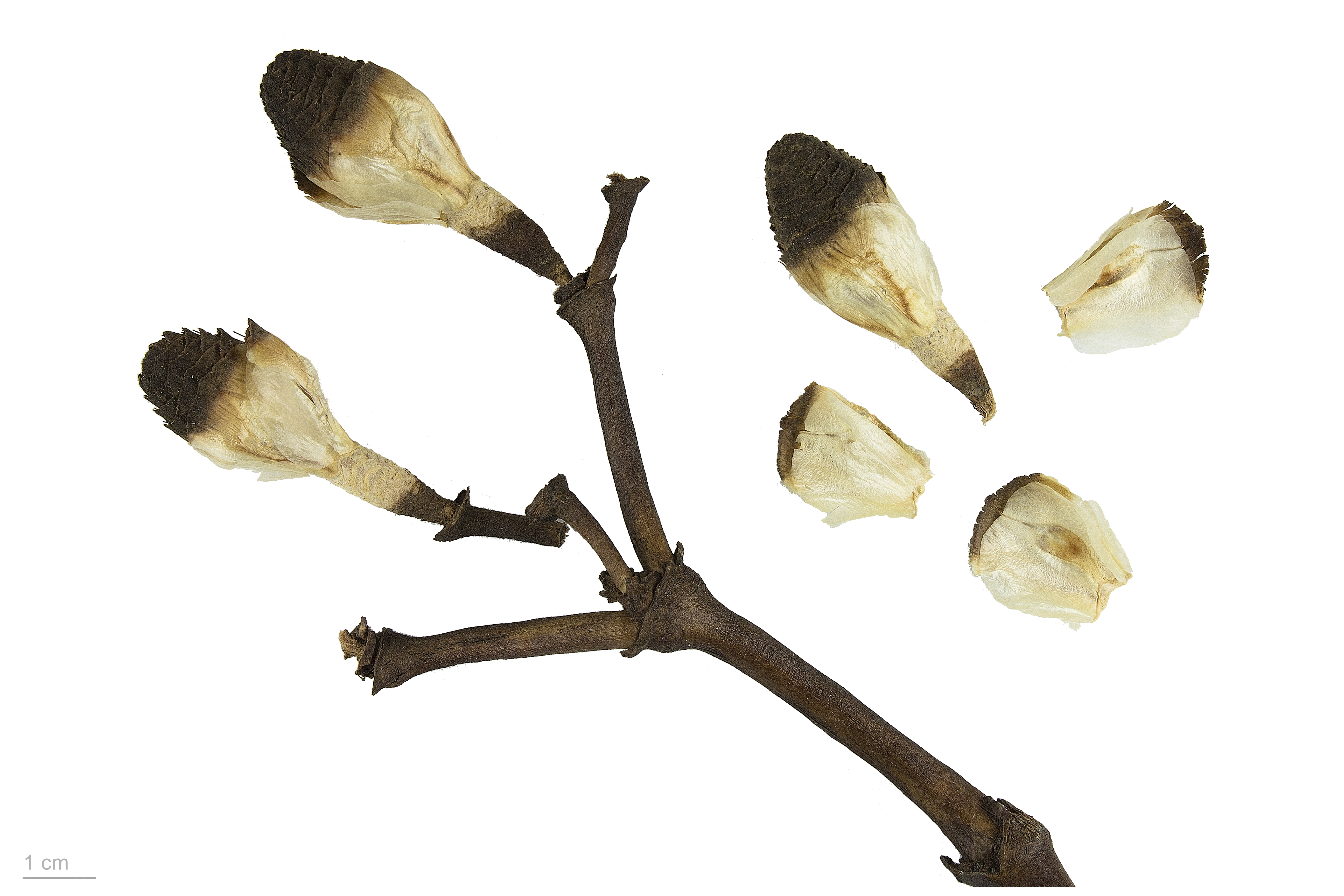
Welwitschia mirabilis

Welwitschia mirabilis với tên gọi đề xuất trong tiếng Việt là Bách lan hoặc Gắm Angola, là một loài thực vật hạt trần duy nhất trong bộ Welwitschiales. Đây là loài duy nhất thuộc chi Welwitschia, họ Welwitschiaceae và bộ Welwitschiales theo phân loại thực vật hạt trần. Các nguồn không chính thức gọi loài này là "hóa thạch sống". Chúng là loài đặc hữu của hoang mạc Namib ở Namibia và Angola.

## Tên gọi
Loài này có rất nhiều tên đồng nghĩa ở các vùng địa lý khác nhau như kharos hay khurub trong tiếng Nama, tweeblaarkanniedood tiếng Afrikaans, nyanka trong tiếng Damara, và onyanga trong tiếng Herero.